# Лукина Поляна
Лу́кина Поляна (рос. Лукина Поляна) — село у складі Нижньоломовського району Пензенської області, Росія.
Населення — 40 осіб (2010; 83 у 2002).
Національний склад станом на 2002 рік:
- росіяни — 100 %